# Ettore Ximenes

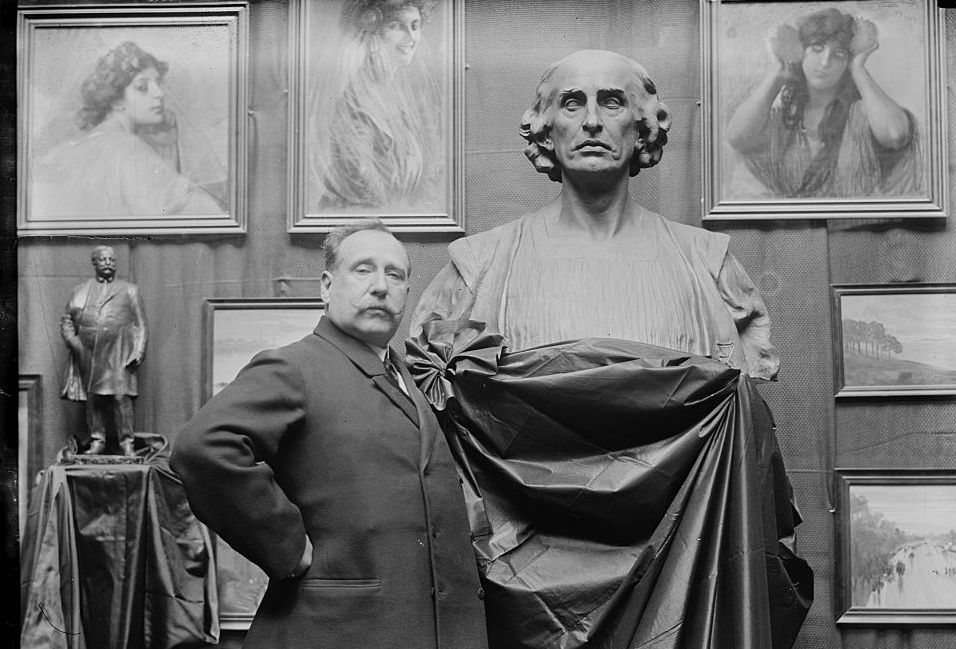
Ximenes mit einer Statue von Christopher Kolumbus

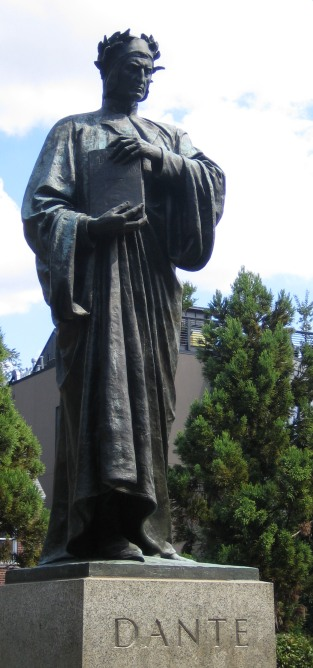
Dantestatue von Ettore Ximenes in Washington, D.C.

Ettore Ximenes (* 11. April 1855 in Palermo; † 20. Dezember 1926 in Rom) war ein italienischer Bildhauer von religiösen und mythologischen Motiven.

## Leben
Ximenes wurde 1855 als Sohn des Bildhauers Antonio Ximenes geboren. Er studierte von 1868 bis 1871 an der Accademia di Belle Arti in seiner Heimatstadt unter anderem bei Vincenzo Ragusa und von 1872 bis 1874 an Kunstakademie in Neapel bei Domenico Morelli und Stanislao Lista. Den größten Einfluss auf Ximenes nahm hier jedoch Vincenzo Gemito.
Im Jahr 1874 ging Ximenes nach Florenz, wo er von einem Stipendium lebte. Hier beschäftigte er sich intensiv mit den unterschiedlichen Facetten der Renaissance-Skulptur, was seine eklektistischen Tendenzen begründet hat. 1880 begab er sich nach Paris, wo er sich stark mit dem Werk von Auguste Rodin und Jean-Baptiste Carpeaux auseinandersetzte.
Nach seiner Rückkehr nach Italien begann eine außergewöhnliche, intensive Periode künstlerischen Schaffens. Von 1884 bis 1895 war Ximenes Direktor des Istituto Statale d’Arte in Urbino.

## Rezeption
Ximenes’ Stil ist im gesamten Werdegang streng realistisch und teilweise vom Renaissance-Revival des ausgehenden 19. Jahrhunderts in Italien geprägt. Um 1880 arbeitete er vornehmlich an Monumentalplastiken und erhielt während der Jahrzehnte vor dem Ersten Weltkrieg immer wieder Staatsaufträge für offizielle Denkmäler. So schuf er das Ciceruacchio-Denkmal in Rom (1907), das Garibaldi-Denkmal in Pesaro (1887) und in Mailand (1895), außerdem das Mausoleum des Generals Belgrano in Buenos Aires (1898), das Bottego-Denkmal und das Verdi-Denkmal in Parma (1907) und Dante-Denkmale in New York (1911) und Washington (1921). Auf der Weltausstellung 1878 in Paris wurde Ximenes’ Plastik  L’Equilibrio mit einer Goldmedaille prämiert.
Neben der bildhauerischen Arbeit malte und zeichnete Ximenes auch und schuf mehrere Illustrationen, darunter für Edmondo De Amicis’ Il vino und Policarpo Petrocchis Nei boschi incantati.

## Werke (Auswahl)
- 1887: Denkmal für den Helden zweier Welten Giuseppe Garibaldi in Pesaro
- 1895: Denkmal für Giuseppe Garibaldi in Mailand
- 1885–1911: Das Gesetz, eine Bronzegruppe für das Denkmal von König Viktor Emanuel II. in Rom
- 1898: Monument für General Manuel Belgrano an der Rosenkranz-Basilika in Buenos Aires
- 1906: Grab für den italienischen Ministerpräsidenten Giuseppe Zanardelli in Brescia
- 1911: Monument für Vittorio Bottego in Parma
- 1911: Monument für den Entdecker Giovanni da Verrazzano in New York
- 1911: Monument für Zar Alexander II. in Kiew
- 1913: Monument für den ermordeten Premierminister Pjotr Stolypin in Kiew
- 1915: Monumento a Independência in São Paulo